# Last Week Tonight with John Oliver
Last Week Tonight with John Oliver (häufig verkürzt als Last Week Tonight) ist eine US-amerikanische satirische Late-Night-Talk- und News-Show, die seit dem 27. April 2014 sonntags auf den Pay-TV-Kanälen von HBO in den Vereinigten Staaten und Kanada ausgestrahlt wird. Die halbstündige Show wird von John Oliver moderiert und im 57th Street CBS Broadcast Center in Hell’s Kitchen, New York City, aufgezeichnet.

## Konzept

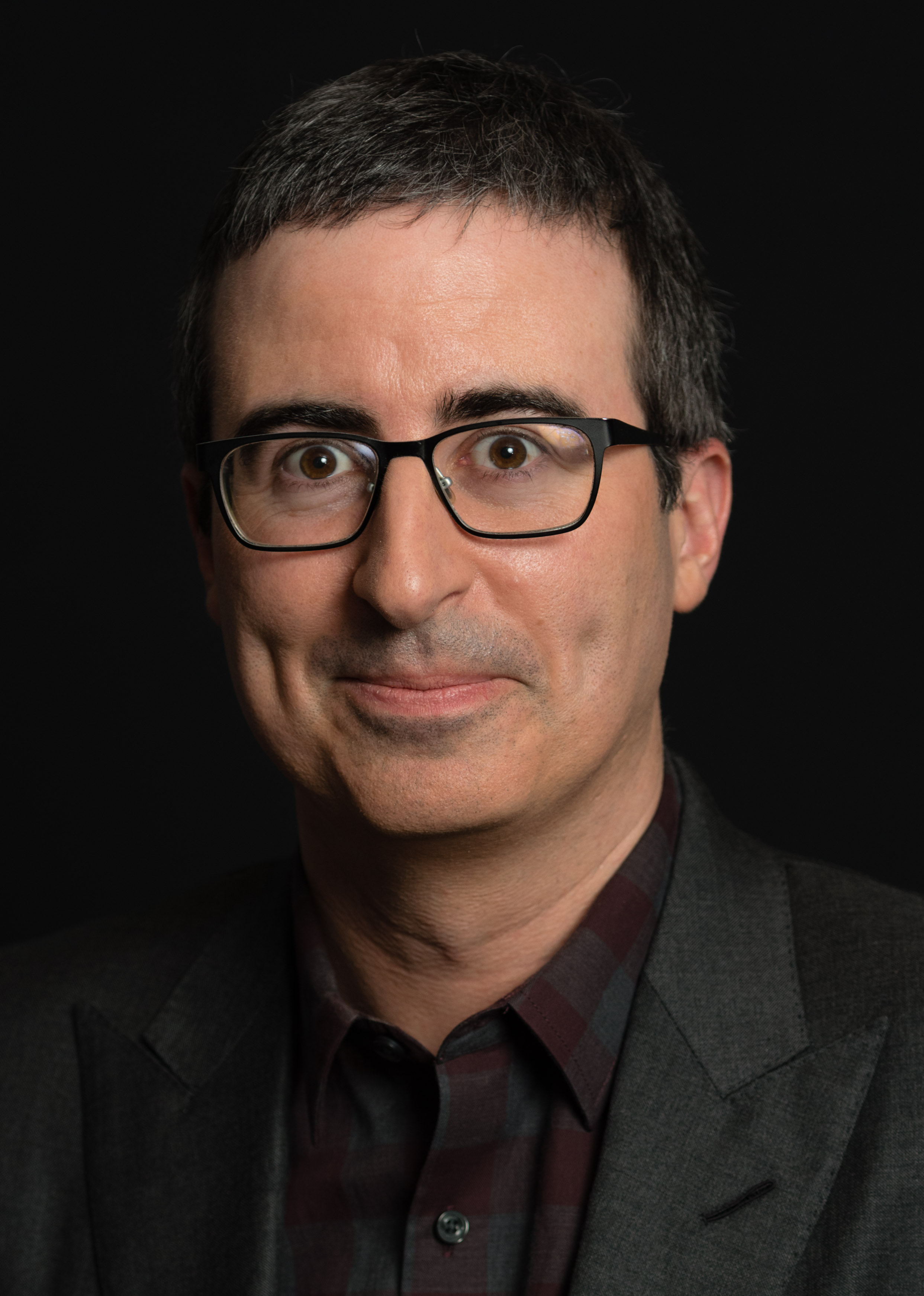
Moderator John Oliver, 2016

Last Week Tonight ist eine satirische Nachrichtensendung, in der aktuelle Ereignisse kommentiert werden. Damit lehnt sie sich inhaltlich an die Daily Show an, bei der John Oliver zuvor tätig war. Anders als in der Daily Show bilden aber auch investigative Elemente einen Schwerpunkt. In einigen Folgen sind Studiogäste eingeladen. Unüblich für ein Comedy-Format sind ausgedehnte Segmente; mit bis zu 22 Minuten Dauer übertreffen diese teils Segmente von einstündigen Sendungen.
Große Teile der Sendung, besonders auch die langen Segmente, werden regelmäßig auf dem eigenen YouTube-Kanal veröffentlicht. Mehrere Videos haben sich in den Vereinigten Staaten und anderen Ländern zu viralen Videos entwickelt. Das erfolgreichste Video ist ein Segment über Donald Trump, welches über 40 Millionen Mal angesehen wurde. Weitere erfolgreiche Videos mit über 13 Millionen Klicks handeln von der Überwachung durch den Staat und der Struktur der FIFA.
Im Februar 2015 gab HBO bekannt, auch eine dritte und vierte Staffel der Sendung zu finanzieren. Im September 2017 wurde Last Week Tonight von HBO bis 2020 um drei weitere Staffeln mit je 30 Folgen verlängert. Im September 2020 verlängerte HBO die Serie um weitere drei Staffeln bis 2023, und 2023 erneut für drei Staffeln bis 2026.

## Auszeichnungen
Die Sendung wurde 2015 für einen PGA-Award nominiert und gewann bei den Writers Guild of America Awards den Preis für die beste Comedy- oder Varietésendung.
Bei der Primetime-Emmy-Verleihung 2016 wurde die Sendung erstmals als Beste Varietésendung ausgezeichnet. Weitere Auszeichnungen folgten 2017, 2018, 2019 und 2020, 2021, 2022. Ab dem Jahr 2023 wird die Sendung in der Kategorie Outstanding Scripted Variety geführt, und hat in diesem Jahr dort ebenfalls gewonnen. In allen diesen Jahren gewann das Autorenteam der Sendung außerdem einen Emmy für Outstanding Writing.